# Patti Russo
Patti Russo est née Patricia Rousseau le 20 mai 1964, dans le New Jersey. Patti est chanteuse, actrice et auteur de chansons américaine. Elle est principalement connue pour être la principale choriste du Neverland Express,  groupe jouant pour Meat Loaf, dont elle a fait partie de 1992 à 2006 et depuis 2008. 

## Carrière

### Avec Meat Loaf
Patti Russo chante en duo avec Meat Loaf sur de nombreux albums, en particulier :
- 1993 Bat Out of Hell II: Back Into Hell
- 1995 Welcome to the Neighbourhood
- 1996 Live around the world, live album
- 1999 Hits out of Hell (Best of)
- 2003 Couldn't Have I Said It Better
- 2005 The very best of Meat Loaf
- 2006 Bat out of Hell live
- 2006 Bat Out of Hell III: The Monster Is Loose
- 2010 Hang Cool Teddy Bear
- 2011 Hell In A Handbasket

### Autres performances en tant que chanteuse
- Patti a fait son propre album solo "Bible and a Beer" en 2008[3].
- Elle est et a été choriste dans des groupes comme Trans-Siberian Orchestra et Queen, pour la comédie musicale.
- Elle a chanté le rôle de Theresa, l'éternel amour de Beethoven's, avec le Trans-Siberian Orchestra, sur l'album Beethoven's Last Night.
- Patti figure aussi en solo sur la bande musicale du film de Jim Carrey, How the Grinch Stole Christmas.
- Elle a fait une tournée en solo avec le groupe Jon Tiven (en Italie) et le SAS Band (au Royaume-Uni). Patti figure sur le dvd de SAS Band From Motown to Memphis.  Récemment, Patti a chanté dans les show de Cher à Las Vegas.

### En tant qu'auteur
- "Take Good Care Of My Heart" sert de thème au film South Beach Dreams (chanson coproduite par Fred Weinberg).
- Patti a aussi coécrit le single "Runnin' for the Red Light (I Gotta Life)" pour Meat Loaf.
- "Bible and a Beer", coécrite avec le guitariste Jon Tiven, est enregistrée par la chanteuse de jazz Betty Harris.
- "Hell N Hide", coécrite avec un autre membre du Neverland Express, Paul Crook, est enregistrée par Steve Steinman.
- les disques de Patti se trouvent sur sa page myspace.

### En tant qu'actrice
- Patti a joué Esmeralda dans la production anglaise de la comédie musicale Notre Dame de Paris.
- Elle est "Killer Queen" dans la comédie musicale We Will Rock You produite à Las Vegas, sur la base des chansons du groupe Queen.
- Elle figure aussi dans des productions New Yorkaises comme The Twelve, The Rock Tenor ou Night of Broadway. benefit shows.

Patti n'est apparue à la télévision française que pour le Taratata en 1994 où elle chante avec Meat Loaf. Cependant elle figure sue de nombreux dvd avec Meat Loaf. En 2009, elle a aidé Meat Loaf et Pearl Aday dans l'émission américaine de "N'Oubliez Pas Les Paroles".